# Спиннербейт

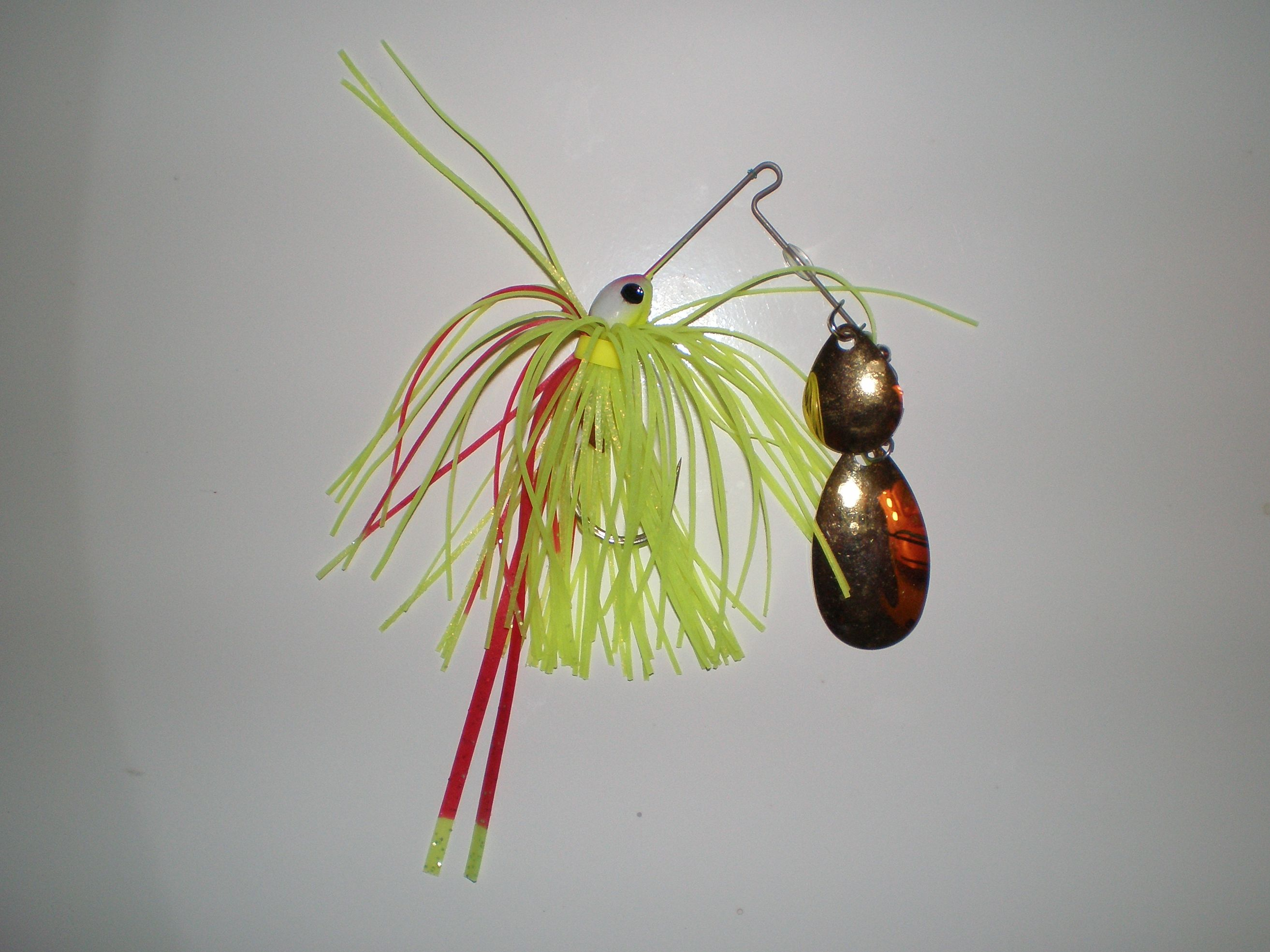
Спиннербейт

Спиннербейт — искусственная рыболовная приманка для ловли хищных рыб с помощью спиннинга.
Эта приманка была придумана американскими рыболовами около 100 лет назад. Её название происходит от двух слов: «spinner» — вращающаяся блесна и «bait» — наживка. Спиннербейт представляет собой небольшой проволочный уголок, к верхнему концу которого смонтирован вращающийся лепесток, или лепестки, к нижнему — свинцовая головка, типа джиговой, с большим одинарным крючком и искусственной, резиновой бахромой («юбкой») по типу щупалец осьминога. «Юбка» может быть заменена на искусственного червяка, рыбку. При проводке тяжелая головка оказывается снизу, а лепестки — сверху. Лепестки вращаются, пряди «юбки» колышутся, то собираясь вместе, то расходясь в стороны. Возможно, секрет действия спиннербейтов на рыбу заключается в сочетании множества различных эффектов: колебаний, звуковых, световых и цветовых раздражителей, создаваемых вращением лепестков, движением «юбки» и вибрацией проволочной арматуры. Все это одновременно воспринимают органы зрения, слуха и боковой линии рыбы, раздражая рыбу и заставляя её атаковать совершенно неестественную добычу.
Одно из главных достоинств спиннербейта — его высокая «проходимость». При ловле в зарослях подводной растительности ему почти нет равных. Это можно объяснить тремя особенностями приманки. Во-первых, поддев одинарного крючка спиннербейта расположен в плоскости уголка, между его плечами, что значительно уменьшает вероятность зацепа за водную растительность. Во-вторых, при проводке спиннербейт всегда располагается в вертикальной плоскости, что позволяет ему легко проходить между вертикально тянущимися со дна к поверхности стеблями водной растительности.
В-третьих, вращающаяся блесна вибрируя, как пропеллер, раздвигает водоросли. И даже в том редком случае, когда спиннербейт наматывает их на себя, достаточно сделать резкий рывок спиннингом и они самостоятельно отцепляются, позволяя продолжить проводку приманки.